# Vitryssland i olympiska vinterspelen 1998
Vitryssland deltog med 59 deltagare vid de olympiska vinterspelen 1998 i Nagano. Totalt vann de två bronsmedaljer.

## Medaljer

### Brons
- Alexei Aidarov - Skidskytte, 20 kilometer.
- Dzmitryj Dasjtjynski - Freestyle, Hopp.